# Mournans-Charbonny
Mournans-Charbonny – miejscowość i gmina we Francji, w regionie Burgundia-Franche-Comté, w departamencie Jura.
Według danych na rok 1990 gminę zamieszkiwało 89 osób, a gęstość zaludnienia wynosiła 18 osób/km² (wśród 1786 gmin Franche-Comté Mournans-Charbonny plasuje się na 654. miejscu pod względem liczby ludności, natomiast pod względem powierzchni na miejscu 808.).